# De haeretico comburendo

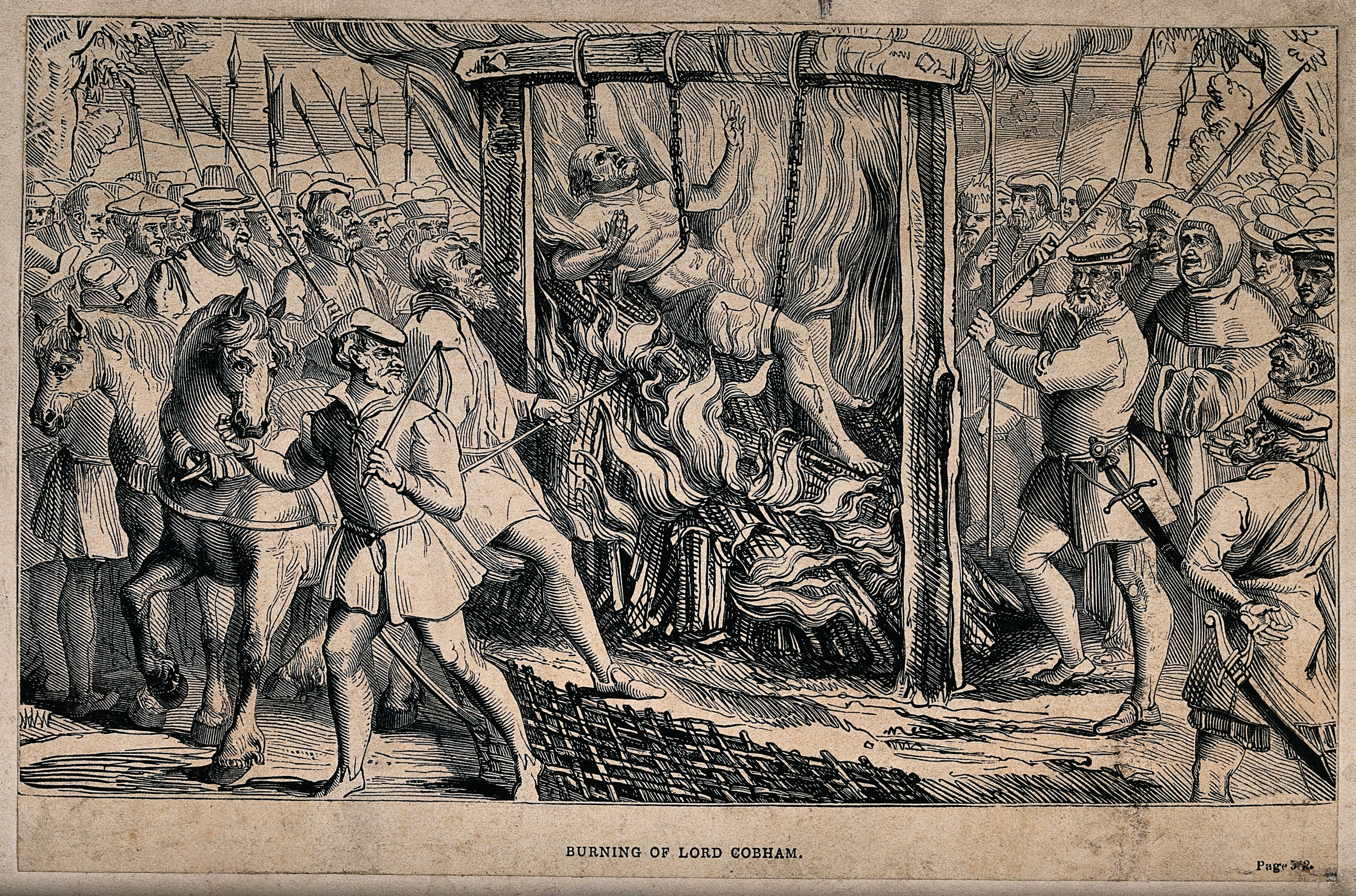
Le bûcher de Sir John Cobham, Lord Oldcastle, lollard et adepte de John Wycliffe, à Londres en 1418. Gravure sur bois.

À l'instigation de l'archevêque de Canterbury, Thomas Arundel, le haeretico comburendo (littéralement « l'hérétique doit être brûlé ») est un décret promulgué par le roi Henri IV d'Angleterre datant de 1401.
C'est la première loi anglaise émanant du pouvoir civil contre toutes les hérésies.
Elle marque le début de la lutte contre les Lollards en leur interdisant la possession ou la traduction de la bible. Est aussi condamnée à mort par "la peine du feu" toute personne se livrant à la divination et à la sorcellerie en Angleterre.
Afin d'échapper au châtiment, l'hérétique doit reconnaître ses erreurs et abjurer ses croyances.